# Rewolucyjna Liga Komunistyczna (Belgia)
Rewolucyjna Liga Komunistyczna (fr. Ligue Communiste Révolutionnaire, LCR) lub Socjalistyczna Partia Robotnicza (nid. Socialistische Arbeiderspartij, SAP) – belgijska trockistowska partia polityczna. Długoletnim przywódcą ruchu był Ernest Mandel.
Ugrupowanie tworzy koalicję Inna Lewica, w wyborach w 2010 roku koalicja Front Lewicy (CP, LCR, PSL i PH) uzyskała 1,15% poparcia w skali kraju (koalicja startowała do senatu).
Ugrupowanie jest członkiem Europejskiej Lewicy Antykapitalistycznej, ponadto jest sekcją Zjednoczonego Sekretariatu IV Międzynarodówki.
Partia wydaje pisma "La Gauche" i "Rood".